# بريستول (فيرجينيا)
بريستول (بالإنجليزية: Bristol, Virginia)‏ هي مدينة تقع في الولايات المتحدة في فيرجينيا. يقدر عدد سكانها بـ 17,835 نسمة وترتفع عن سطح البحر 512 متر.

## التركيبة السكانية
حدّد مكتب تعداد الولايات المتحدة بيانات التركيبة السكانية لبريستول في تعداد الولايات المتحدة. في ما يلي، التركيبة السكانية حسب تعدادي 2000 و2010.

### تعداد عام 2000
بلغ عدد سكان بريستول 17,367 نسمة بحسب تعداد عام 2000، وبلغ عدد الأسر 7,678 أسرة وعدد العائلات 4,795 عائلة مقيمة في المدينة. في حين سجلت الكثافة السكانية 516 نسمة لكل كيلومتر مربع (1,336.4/ميل2). وبلغ عدد الوحدات السكنية 8,469 وحدة بمتوسط كثافة قدره 251.6 لكل كيلومتر مربع (651.6/ميل2).
وتوزع التركيب العرقي للمدينة بنسبة 92.54% من البيض و5.57% من الأمريكيين الأفارقة و0.25% من الأمريكيين الأصليين و0.37% من الأمريكيين ذوي الأصول الآسيوية و0.01% من سكان جزر المحيط الهادئ و0.18% من الأعراق الأخرى و1.08% من عرقين مختلطين أو أكثر و0.97% من الهسبانيون أو اللاتينيون من أي عرق.
بلغ عدد الأسر 7,678 أسرة كانت نسبة 27.5% منها لديها أطفال تحت سن الثامنة عشر تعيش معهم، وبلغت نسبة الأزواج القاطنين مع بعضهم البعض 46.1% من أصل المجموع الكلي للأسر، ونسبة 13.6% من الأسر كان لديها معيلات من الإناث دون وجود شريك، بينما كانت نسبة 2.7% من الأسر لديها معيلون من الذكور دون وجود شريكة وكانت نسبة 37.5% من غير العائلات. تألفت نسبة 34.3% من أصل جميع الأسر من عدة أفراد يعيشون في نفس المنزل ونسبة 17.4% كانت تتألف من شخص يعيش بمفرده يبلغ من العمر 65 عاماً أو أكثر. وبلغ متوسط حجم الأسرة المعيشية 2.18، أما متوسط حجم العائلات فبلغ 2.78.
بلغ العمر الوسطي للسكان 41.3 عاماً. وكانت نسبة 20.1% من القاطنين تحت سن الثامنة عشر، وكانت نسبة 6.9% بين الثامنة عشر والرابعة والعشرين عاماً، ونسبة 25.8% كانت واقعةً في الفئة العمرية ما بين الخامسة والعشرين والرابعة والأربعين عاماً، ونسبة 24.1% كانت ما بين الخامسة والأربعين والرابعة والستين، ونسبة 19.5% كانت ضمن فئة الخامسة والستين عاماً فما فوق. يوجد لكل 100 أنثى 82.9 ذكر، ويوجد لكل 100 أنثى في الثامنة عشر من عمرها فما فوق 76.7 ذكر.
بلغ متوسط دخل الأسرة في المدينة 27,389 دولارًا، أما متوسط دخل العائلة فبلغ 34,266 دولارًا. وكان متوسط دخل الذكور 28,420 دولارًا مقابل 20,967 دولارًا للإناث. وسجل دخل الفرد الخاص بالمدينة 17,311 دولارًا. وكانت نسبة 13.2% من العائلات ونسبة 16.2% من السكان تحت خط الفقر، وكان من هؤلاء نسبة 25.7% تحت سن الثامنة عشر ونسبة 12.4% في الخامسة والستين من العمر وما فوق.

### تعداد عام 2010
بلغ عدد سكان بريستول 17,835 نسمة بحسب تعداد عام 2010، وبلغ عدد الأسر 7,879 أسرة وعدد العائلات 4,760 عائلة مقيمة في المدينة. في حين سجلت الكثافة السكانية 529.9 نسمة لكل كيلومتر مربع (1,372.4/ميل2). وبلغ عدد الوحدات السكنية 8,831 وحدة بمتوسط كثافة قدره 262.4 لكل كيلومتر مربع (679.6/ميل2).
وتوزع التركيب العرقي للمدينة بنسبة 90.91% من البيض و5.66% من الأمريكيين الأفارقة و0.29% من الأمريكيين الأصليين و0.68% من الأمريكيين ذوي الأصول الآسيوية و0.02% من سكان جزر المحيط الهادئ و0.52% من الأعراق الأخرى و1.92% من عرقين مختلطين أو أكثر و1.24% من الهسبانيون أو اللاتينيون من أي عرق.
بلغ عدد الأسر 7,879 أسرة كانت نسبة 27% منها لديها أطفال تحت سن الثامنة عشر تعيش معهم، وبلغت نسبة الأزواج القاطنين مع بعضهم البعض 41.4% من أصل المجموع الكلي للأسر، ونسبة 14.5% من الأسر كان لديها معيلات من الإناث دون وجود شريك، بينما كانت نسبة 4.5% من الأسر لديها معيلون من الذكور دون وجود شريكة وكانت نسبة 39.6% من غير العائلات. تألفت نسبة 34.6% من أصل جميع الأسر من عدة أفراد يعيشون في نفس المنزل ونسبة 15.6% كانت تتألف من شخص يعيش بمفرده يبلغ من العمر 65 عاماً أو أكثر. وبلغ متوسط حجم الأسرة المعيشية 2.21، أما متوسط حجم العائلات فبلغ 2.81.
بلغ العمر الوسطي للسكان 41.3 عاماً. وكانت نسبة 20.8% من القاطنين تحت سن الثامنة عشر، وكانت نسبة 9.5% بين الثامنة عشر والرابعة والعشرين عاماً، ونسبة 24.3% كانت واقعةً في الفئة العمرية ما بين الخامسة والعشرين والرابعة والأربعين عاماً، ونسبة 26.5% كانت ما بين الخامسة والأربعين والرابعة والستين، ونسبة 19% كانت ضمن فئة الخامسة والستين عاماً فما فوق. وتوزع التركيب الجنسي للسكان بنسبة 47% ذكور و53% إناث.

## أعلام
- هنري ستيوارت كارتر
- جيم ساول
- توماس ميلر
- فلويد إتش روبرتس
- تشارلز إس. جونسون
- ويليام فرنسيس ريا